# 王元晉 (同治進士)
王元晉，原名甫晋，字子蕃，山西黎城县人，清朝政治人物，同進士出身。
咸丰年間，因防堵太平军立功，授为道员，迁兵部郎中。同治四年，登进士。曾任四川绥定府知府，因当地百姓抗粮而革职。光绪十二年复原职。著有《棣萼馆诗文集》。